# Grosley-sur-Risle
Grosley-sur-Risle là một xã thuộc tỉnh Eure trong vùng Normandie miền bắc nước Pháp.